# 周士淵
周士淵（1983年11月16日—）是臺灣男子籃球運動員，場上主打得分後衛位置，現效力於超級籃球聯賽裕隆集團。

## 生平
就讀三民家商時與隊友田壘、吳永仁、李奇勳、莊曉文被稱為「三民五虎」。高一時就抱走高中籃球聯賽（HBL）得分王、MVP與新人王殊榮。
周士淵生涯在超級籃球聯賽（SBL）總得分為4332分，繳出場均11分、2.7籃板、1.4助攻、1.4抄截的成績。2019年8月1日，正式從籃球員身份退役，轉任裕隆納智捷訓練員。
2022年9月復出參加跨聯盟籃球邀請賽。2022年11月確定復出並擔任隊長一職。

## 個人生活
周士淵2019年結婚，2020年3月15日離婚。

## 外部連結
- 周士淵在fiba.basketball（英语）
- 周士淵在archive.fiba.com（存檔）（英语）
- 周士淵在Eurobasket.com（球員）（英语）
- 周士淵在Flashscore（英语）